# Хусаїн (Кутина)
Хусаїн (хорв. Husain) — населений пункт у Хорватії, в Сисацько-Мославинській жупанії у складі міста Кутина.

## Населення
Населення за даними перепису 2011 року становило 971 осіб.
Динаміка чисельності населення поселення:

## Клімат
Середня річна температура становить 11,37 °C, середня максимальна – 25,78 °C, а середня мінімальна – -5,06 °C. Середня річна кількість опадів – 906 мм.
| Клімат поселення                              | Клімат поселення | Клімат поселення | Клімат поселення | Клімат поселення | Клімат поселення | Клімат поселення | Клімат поселення | Клімат поселення | Клімат поселення | Клімат поселення | Клімат поселення | Клімат поселення | Клімат поселення |
| Показник                                      | Січ.             | Лют.             | Бер.             | Квіт.            | Трав.            | Черв.            | Лип.             | Серп.            | Вер.             | Жовт.            | Лист.            | Груд.            |                  |
| Середній максимум, °C                         | 6,63             | 8,45             | 12,69            | 17,26            | 22,38            | 25,78            | 25,12            | 24,28            | 20,20            | 15,18            | 9,70             | 5,51             |                  |
| Середня температура, °C                       | 0,76             | 2,61             | 6,84             | 11,43            | 16,54            | 19,91            | 21,51            | 20,67            | 16,60            | 11,58            | 6,07             | 1,91             |                  |
| Середній мінімум, °C                          | −5,06            | −3,23            | 1,00             | 5,57             | 10,69            | 14,08            | 17,91            | 17,05            | 12,99            | 7,97             | 2,48             | −1,7             |                  |
| Норма опадів, мм                              | 56               | 52               | 61               | 74               | 82               | 94               | 83               | 86               | 78               | 82               | 88               | 70               |                  |
| Середньомісячна швидкість вітру, м/с          | 1.84             | 2.06             | 2.45             | 2.31             | 2.14             | 1.96             | 1.90             | 1.75             | 1.76             | 1.83             | 1.86             | 1.87             |                  |
| Середньомісячна сонячна радіація, кДж/м²·день | 4272             | 7049             | 10869            | 15257            | 19486            | 21616            | 22544            | 19816            | 14715            | 9025             | 4777             | 3477             |                  |
| --------------------------------------------- | ---------------- | ---------------- | ---------------- | ---------------- | ---------------- | ---------------- | ---------------- | ---------------- | ---------------- | ---------------- | ---------------- | ---------------- | ---------------- |
| Джерело:                                      |                  |                  |                  |                  |                  |                  |                  |                  |                  |                  |                  |                  |                  |